# 대숙청

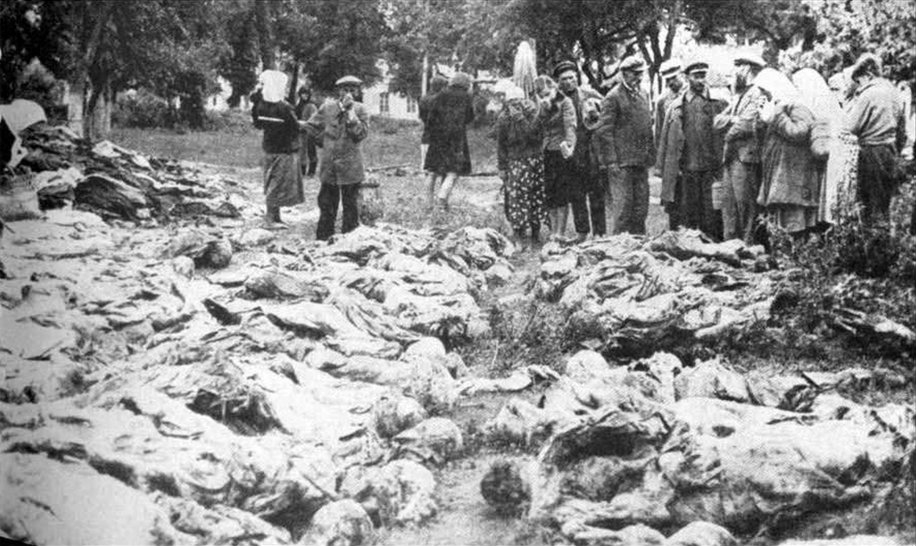
빈니차 학살에서 살해당한 가족의 유해를 찾는 사람들 (1943년)

대숙청(大肅淸, 러시아어: Большая чистка 볼샤야 치스트카[*]) 또는 이 사건의 주동자인 니콜라이 예조프의 이름을 따 부르는 이름인 예좁시나(러시아어: Ежовщина)는 소비에트 연방에서 스탈린이 1937년에서 1938년까지 저지른 정치적 탄압과 박해 사건이다. 몇몇 저술가들은 소련 대학살이라고도 부른다. 이 동안 소련 공산당 내부의 숙청이 단행되었고, 농민 탄압과 소수 민족 탄압이 일어났으며, 주변에 연고가 없는 사람들도 간첩 혐의로 수용소에 가두고 학살했다. 직접적인 사망자 수는 "공식적"으로 681,692명이지만, 추산에 따라 최대 120만 명에 달했을 수 있다.

## 소개
공식적으로는 반혁명분자나 인민의 적으로 의심을 받은 사람을 기소하는 절차를 "숙청"이라고 했는데, 실질적 이유는 당내에 있는 정적과, 스탈린의 독재를 무너트리고자 하려는 사람을 제거하기 위한 것이었다. 여러 번에 걸쳐서 소련 공산당을 반대한다고 의심되는 다른 집단에 대해서도 숙청 운동이 일어났다.
숙청 작업 중에는, 공식적으로 나치 독일의 공작원이나 정보원을 색출해 내기 위한 것이라고 선전한 것도 있었다. 하지만, 언론사의 관심은 소련 당내에 있는 군대 장성이나, 고위 정치인들이 숙청되는 것에 더욱 쏠렸다. 주로 알려진 숙청은 당내에서 이뤄진 것들이지만, 사회의 다른 계급에도 숙청작업이 이뤄졌다는 점도 눈여겨볼만하다. 지식인계층과, 농민계급, 특히, "농민 치고는 의심스러울 정도로 부자"였던 사람들, 전문직 종사자들도 숙청당했다. NKVD(소련 비밀경찰)에서는, 국가 내에 있는 사회 소수자들도 탄압했다.
수백만명 가량이 정치범 혐의로 기소됐는데, (간첩, 공작, 반체제 선동, 폭동 계획 등) 대개는 총살당하거나, 강제 노동으로 끌려갔다. 끌려간 사람들은 대개 기아, 질병, 과로로 죽었다. 어떤 희생자는 생체실험으로 끌려갔는데, 예를 들어, 비밀 경찰이 사람들을 밀폐처리한 트럭에 실은 뒤, 가스실험을 한 사례가 있다.

## 희생자 기록
기밀시효가 해제된 소비에트 문서에 따르면, 1937~1938년에 NKVD에서 1,548,367 명을 구속했고, 이 중 681,692명이 총살되었다 - 하루 평균 1000명 꼴이다. 역사가 Michael Ellman 은 제일 믿을 만한 숫자 범위는 95만에서 120만 명으로 검거 과정에서 죽거나, 강제 노동 수용소에서 죽기 직전에 석방된 사람들을 포함한 것이라고 한다.
메모리알에 의하면:
- 소련의 NKVD (GUGB NKVD)에 의해:
  - 최소한 1,710,000 명이 구속되었고
  - 최소한 1,440,000 명이 형을 받았으며
  - 이중 724,000 명은 사형당했다. 이들중:
    - 최소한 436,000 명이 강제 노동캠프에서 사형당했고,
    - 최소한 247,000 명이 인종청소운동으로 죽었고
    - 최소한 41,000 명이 군법재판에서 사형을 선고당했다.
- 또한, 1936년 10월-1938 11월까지 있었던 다른 숙청작업에서:
  - 최소한 400,000 명이 경찰 트로이카에서 불순분자로 노동캠프에 갔고, (социально-вредный элемент, СВЭ)
  - 최소한 200,000 명이 추방되거나 강제이주되었다.

소비에트 기록이 축소되어 기록되었거나, 불완전하고, 믿을 수 없다고 생각하는 전문가가 있다. 예를 들어, 역사가 로버트 콘퀘스트(Robert Conquest)는 가능한 숫자는 681,692 명의 2.5배 이상이며, KGB에서 사망시간과 사인을 조작해 수를 축소한 것이라는 견해를 밝혔다.

## 관련 자료
- 소련의 몽골인 탄압

## 같이 보기
- 레닌그라드 사건
- 반우파 운동
- 소련의 역사 (1927년 ~ 1953년)

## 참고 자료
- Rehabilitation: As It Happened. Documents of the CPSU CC Presidium and Other Materials. Vol. 2, February 1956–Early 1980s. Moscow, 2003. Compiled by A. Artizov, Yu. Sigachev, I. Shevchuk, V. Khlopov under editorship of acad. A. N. Yakovlev.
- 《영원한 기억: 대학살의 아우성》(Eternal Memory: Voices From the Great Terror. 1997.) 16 mm 필름. 감독: Pultz, David. 해설: Meryl Streep. 미국.
- Robert Conquest: The Great Terror: Stalin's Purge of the Thirties. 1968.
- Robert Conquest, The Great Terror: A Reassessment, Oxford University Press, May 1990, hardcover, ISBN 0-19-505580-2; trade paperback, Oxford, September, 1991, ISBN 0-19-507132-8
- Robert Gellately, Lenin, Stalin, and Hitler: The Age of Social Catastrophe. Knopf, August 2007, 720 pages, ISBN 1400040051
- J. Arch Getty and Oleg V. Naumov, The Road to Terror: Stalin and the Self-Destruction of the Bolsheviks, Yale University Press, 1999.
- J. Arch Getty and Roberta T. Manning, Stalinist Terror: New Perspectives, New York, Cambridge University Press, 1993.
- Nicolas Werth, Karel Bartosek, Jean-Louis Panne, Jean-Louis Margolin, Andrzej Paczkowski, Stephane Courtois, The Black Book of Communism: Crimes, Terror, Repression, Harvard University Press, 1999, hardcover, 858 pages, ISBN 0-674-07608-7. Chapter 10: The Great Terror, 1936-1938.
- John Earl Haynes and Harvey Klehr, In Denial: Historians, Communism, and Espionage, Encounter Books, September, 2003, hardcover, 312 pages, ISBN 1-893554-72-4
- Barry McLoughlin and Kevin McDermott, Stalin's Terror: High Politics and Mass Repression in the Soviet Union, Palgrave Macmillan, December 2002, hardcover, 280 pages, ISBN 1-4039-0119-8
- Hiroaki Kuromiya, The Voices of the Dead: Stalin's Great Terror in the 1930s. Yale University Press, December 24, 2007. ISBN 0-300-12389-2
- Arthur Koestler, Darkness at Noon, 1940, ISBN 0-553-26595-4
- Rehabilitation: Political Processes of 30-50th years, in Russian (Реабилитация. Политические процессы 30-50-х годов), editor: Academician A.N.Yakovlev, 1991 ISBN 5-250-01429-1
- Aleksandr I. Solzhenitsyn, The Gulag Archipelago 1918-1956, HarperCollins, February, 2002, paperback, 512 pages, ISBN 0-06-000776-1
- Eugene Lyons, Assignment in Utopia, Harcourt Brace and Company, 1937.
- Vadim Rogovin, "Two lectures: Stalin's Great Terror: Origins and Consequences Leon Trotsky and "The Fate of Marxism in the USSR" Mehring books, ISBN 0-929087-83-6 1996
- Vadim Rogovin, "1937: Stalin's Year of Terror." Mehring books, ISBN 0-929087-77-1 1996.